# Swanton Abbott
Swanton Abbott – wieś w Anglii, w hrabstwie Norfolk, w dystrykcie North Norfolk. Leży 18 km na północ od Norwich i 174 km na północny wschód od Londynu. Miejscowość liczy 436 mieszkańców.